# Freddie Strahan
Freddie Strahan (Dublin, 1938. december 21. – 2024. december 13.) válogatott ír labdarúgó, középpályás, edző.

## Pályafutása

### Klubcsapatban
1957 és 1969 között a Shelbourne labdarúgója volt, ahol egy ír bajnoki címet és két kupa-győzelmet ért el a csapattal. 1969 és 1972 között a St Patrick’s Athletic együttesében fejezte be az aktív játékot.

### A válogatottban
1964 és 1966 között öt alkalommal szerepelt az ír válogatottban és egy gólt szerzett.

### Edzőként
1981-ben a Shelbourne vezetőedzőjeként tevékenykedett.

## Sikerei, díjai
Shelbourne
- Ír bajnokság
  - bajnok: 1961–62
- Ír kupa
  - győztes (2): 1960, 1963

## Statisztika

### Mérkőzései az ír válogatottban
| Írország | Írország          | Írország               | Írország      | Írország | Írország      | Írország   | Írország | Írország |
| #        | Dátum             | Helyszín               | Hazai         | Eredmény | Vendég        | Kiírás     | Gólok    | Esemény  |
| -------- | ----------------- | ---------------------- | ------------- | -------- | ------------- | ---------- | -------- | -------- |
| 1.       | 1964. május 10.   | Krakkó, Wisla Stadion  | Lengyelország | 3 – 1    | Írország      | barátságos | -        |          |
| 2.       | 1964. május 13.   | Oslo, Ullevaal Stadion | Norvégia      | 1 – 4    | Írország      | barátságos | -        |          |
| 3.       | 1964. május 24.   | Dublin, Dalymount Park | Írország      | 1 – 3    | Anglia        | barátságos | 1        | 42'      |
| 4.       | 1964. október 25. | Dublin, Dalymount Park | Írország      | 3 – 2    | Lengyelország | barátságos | -        |          |
| 5.       | 1966. május 4.    | Dublin, Dalymount Park | Írország      | 0 – 4    | NSZK          | barátságos | -        |          |
|          | Összesen          |                        |               | 5        | mérkőzés      |            | 1        | gól      |